# Alexander Lundgren
August Albert Alexander Lundgren, född 28 februari 1874 i Sköns socken, Medelpad, död 1948, var en svensk disponent och pionjär inom svensk biodling.

## Biografi
Alexander Lundgren var son till faktorn Per Lundgren och dennes maka Anna Stina Norling.
Lundgren praktiserade vid mekanisk verkstad i Stockholm och var därefter tjänsteman vid Stockholms gasverk. Han gjorde studieresor till USA 1911–1912, Tyskland, Italien och Österrike 1914 samt Wien 1925. Han var disponent för AB Småbrukarredskap i Nykvarn 1915–1918.
Han kom till Huddinge 1915 där han startade tidningen Bigården som 1918 blev ett organ för Svenska biodlareföreningen, från 1919 Sveriges Biodlares Riksförbund (SBR). Han ingick i förbundsstyrelsen, var från 1920 redaktör för Bitidningen, 1920–1936 SBR:s sekreterare och under 1920–1945 dess expeditionschef.
Lundgren var en pionjär som instruktör och agitator inom svensk biodling under 1900-talet. Sin kunskap fick han från sin egen biodling och från andra ideella biodlarorganisationer. Han förde fram förbättringar i konstruktionen av bikupor, redskap, biraser, honungskvalitet. Han arbetade även med bättre försäljningsmöjligheter av biodlingens produkter. Han drev en fabrik för tillverkning av biredskap och drev med start 1920 en biodlareskola på Villa Björksta i Huddinge. 
På eget förlag skrev han flera böcker där Lärobok i biskötsel utkom med 7 upplagor (över 40 000 ex) och Kupsnickaren hör till de mera kända. 1943 kom Boken om bina utgiven av A. Lundgren och G. Notini.

## Utmärkelser
- Riddare av Vasaorden (av 1:a klass) (1934)
- Kungliga Patriotiska sällskapets medalj i guld (1934) för förtjänster om svensk biodling (möjligen förste mottagaren av medalj med denna inskription)